# Gonzalo Boye Tuset
Gonzalo Boye Tuset   (Viña del Mar, 3 d'abril de 1965) és un advocat xilè que també té nacionalitat alemanya. Des del 2003 exerceix com a advocat especialitzat en Dret penal i Dret penal internacional. És professor de Dret processal penal al Centre d'Estudis del Col·legi d'Advocats de Madrid, assessor del Centre Europeu pels Drets Humans i Constitucionals (ECCHR) de Berlín i del Centre Palestí de Drets Humans de Gaza. Membre de l'equip de litigis estratègics de l'Observatori DESC de Barcelona.
És exeditor de la revista Mongolia. Fins a l'agost del 2017 va ser secretari del consell d'administració de Diario de Prensa Digital, SL, la societat que publica el diari digital Eldiario.es
Amb la seva parella, Isabel Elbal, regenta el despatx d'advocats Boye-Elbal. Amb aquesta dona també té una filla. Ha participat com a advocat en processos judicials de gran impacte mediàtic, com ara el judici per l'atemptat de Madrid de l'11 de març de 2004, el cas 4F, el cas de Luis Bárcenas o el cas d'Edward Snowden i les revelacions sobre la xarxa de vigilància mundial. Des del 2017 és l'advocat que coordina la defensa internacional dels membres del Govern del President Carles Puigdemont que són a l'exili.

## Biografia
La seva mare, nascuda a Xile, va estudiar Dret i era filla d'un català del barri de Gràcia. El seu avi sempre havia presumit de ser català i parlava català, i per això Gonzalo l'entén, tot i que no el parla. El seu pare era d'origen alemany. Després d'estudiar a la millor escola de Valparaíso, el britànic Col·legi Mackay, per la seva ascendència alemanya, a divuit anys decideix anar a estudiar Ciències Polítiques a Alemanya. Es va establir a Heidelberg, on vivia una part de la seva família paterna. Allà va conèixer la que seria la seva primera dona, una filòloga britànica, amb qui tindria dues filles.
Un cop llicenciat en Ciències Polítiques i en Economia, va arribar a Espanya el 1987 i va començar a treballar en la seva pròpia consultoria. Antic simpatitzant del grup revolucionari MIR, l'any 1992 és detingut i acusat de col·laborar amb Euskadi Ta Askatasuna (ETA), fet pel qual ingressa a la presó. Surt en llibertat sota fiança el 1993, i, com que la seva parella és britànica, se'n va a viure amb ella a Anglaterra. El maig del 1996 va ser condemnat a catorze anys de presó per «prestar ajuda logística» als membres d'ETA que van segrestar Emiliano Revilla i Diego Prado y Colón de Carvajal, tot i que Revilla i els segrestadors d'ETA ho van negar, i ell mateix sempre s'ha proclamat innocent i ha assegurat que és víctima d'una condemna injusta. A la presó de Navalcarnero, a Madrid, es va matricular a la UNED i hi va completar la llicenciatura de Dret. El 2002, sis anys després d'haver ingressat a la presó, va ser posat en llibertat. Com que no li van permetre col·legiar-se al Col·legi d'Advocats de Madrid, ho va fer al de Pamplona.

## Activitat com a advocat
El 2007 va exercir l'acusació particular en el cas de l'11-M, defensant una vídua xilena, Angélica Jeria, que va perdre el seu espòs, Héctor Figueroa, a l'atemptat. El 2009, com a advocat del Centre Palestí de Drets Humans, va presentar una querella contra el ministre de Defensa israelià, que va ser admesa a tràmit per l'Audiència Nacional espanyola i desestimada i arxivada definitivament uns mesos més tard. També el 2009 va intentar denunciar alts funcionaris de l'administració Bush per suposats crims de guerra perpetrats contra ciutadans espanyols i residents a Espanya, suposadament detinguts de manera extrajudicial. Per la seva participació en aquest cas va ser entrevistat en el documental The Guantánamo Trap, en el qual discutia la legalitat i la legitimitat de l'administració estatunidenca en les seves actuacions en el camp de detenció de Guantánamo i la justícia de la seva pròpia condemna.
Va ser advocat defensor de Rodrigo Lanza, condemnat en ferm a cinc anys de presó per l'agressió, el febrer del 2006, a un guàrdia urbà de Barcelona que va quedar en estat vegetatiu irreversible, amb el testimoniatge dels policies com a única prova acusatòria i contradient les proves pericials presentades i altres testimonis presencials, dins del que es coneix com a "cas 4F". Pel seu treball en aquest cas, Boye va ser entrevistat en la pel·lícula documental que es va fer sobre aquest cas, Ciutat morta.
També ha estat defensor d'acusats d'enaltiment del terrorisme, com el líder de Def con Dos, César Strawberry, o el raper Josep Miquel Arenas (Valtònyc), que va ser condemnat a una pena de tres anys de presó i que va marxar a Bèlgica per evitar-ne el compliment.
Escriu habitualment al mitjà digital eldiario.es. Des del 2017 és l'advocat que coordina la defensa internacional del president Carles Puigdemont i dels consellers que hi ha a l'exili, i també del cantant Valtònyc. El 2019 publica …Y ahí lo dejo (Roca Editorial), una crònica del procés català en què relata en primera persona la internacionalització judicial de la causa catalana. Boye explica de dins estant i amb ulls de jurista com va convertir-se en un dels advocats de Puigdemont, la seva detenció, la lluita contra les euroordres, la importància de Toni Comín, Meritxell Serret i Jaume Asens, i també la d'haver passat ell mateix per la presó, a l'hora d'afrontar el cas.
L'octubre del 2019, la jutgessa de l'Audiència Nacional espanyola María Tardón va ordenar l'escorcoll del domicili de Boye a Madrid, en una operació vinculada a la causa judicialitzada de José Ramón Prado Bugallo (Sito Miñanco), històric narcotraficant gallec que el 2018 va ser condemnat a quatre anys de presó i a una multa de 6 milions d'euros per haver blanquejat diners procedents de la droga entre el 1988 i el 2007 mitjançant l'adquisició de béns immobles a través d'una immobiliària. Boye va ser el seu advocat en aquesta causa. Aquesta operació, amb què la jutgessa pretenia investigar si Boye havia ajudat Sito Miñanco a blanquejar diners, va ser molt criticada per persones, com ara Carles Puigdemont o Jaume Asens, que pensaven que es feia en el marc d'una guerra judicial de l'estat espanyol contra els polítics exiliats, a qui Boye defensa. El 23 d'octubre va declarar davant la jutgessa, que el va deixar lliure sense càrrecs ni mesures cautelars, malgrat que la Fiscalia havia demanat que Boye hagués de comparèixer els dies 1 i 15 de cada mes. Boye va declarar que esperava que l'operació no tingués res a veure amb la defensa jurídica que feia del president a l'exili Carles Puigdemont.

## Obres
- Contrapoder ¡Desmontando el régimen!, amb Isabel Elbal, Rafael Escudero, Sebastián Martín. 2015. ISBN 9788416498826
- ... Y ahí lo dejo. 2019. Roca Editorial. ISBN 9788417305765
- ¿Cloacas? Si, claro. 2021. Roca Editorial. ISBN 9788418417214
- Se llama cancer. 2022. Roca Editorial. ISBN 978-84-18870-36-1